# 馬庫斯·費爾德曼
馬庫斯·W·費爾德曼（英語：Marcus William Feldman，1942年11月14日—）原是一名澳大利亞的數學家，後來成為美國的理論生物學家，主要研究領域為演化生物學，現為史丹佛大學的生物科學系教授及族群遺傳學研究中心主任 。

## 早年生活及教育
費爾德曼出生於澳大利亞伯斯，父親為一名工程師，是費爾德曼決定研習數學的原因。他在1959年進入西澳大学，主修數學與統計，並在1964年畢業。在1966年自蒙納許大學取得數學碩士。之後他前往美國史丹佛大學攻讀博士，並在1969年取得學位，指導教授是數學系的山繆·卡林（Samuel Karlin）。卡林的影響讓他開始利用對電腦的熟悉來研究族群遺傳學。

## 學術經歷
費爾德曼先短暫地在史丹佛大學當卡林的研究助理以及數學系的代理助理教授，然後回到澳大利亞的拉籌伯大學當數學講師。在1971年他成為史丹佛大學生物科學系的助理教授，而回到美國。在1973年他和路易吉·路卡·卡瓦利-斯福扎創立了文化演化的數學理論，奠基了文化傳播和基因-文化共演化的研究。他在人類分子演化的研究，包括在中國的研究，讓他得到國際名聲。他是超過500篇期刊論文的作者，並寫過許多有關演化、生態學和生物數學的書。
另外他也是《理論族群生物學》（1971~2013年）的創刊編輯，以及《遺傳學》、《人類遺傳學》、《人類遺傳學年刊》、《人類生物學年刊》、《複雜性》等期刊的副編輯。他在1984~1990年間是《美國自然學家》的編輯。他在1984-2006年還是聖塔菲研究所的董事會成員。

## 獎項
- 1979~1977年古根海姆獎
- 1983~1984年史丹佛大學行為學進階研究中心成員（fellow）
- 1986獲選美國科學促進會成員
- 獲選美國人類遺傳學學會成員
- 1987年獲選美國文理科學院院士
- 1996年加利福尼亞州科學院院士
- 1998中国人口学会獎
- 耶路撒冷希伯來大學榮譽博士
- 臺拉維夫大學榮譽博士
- 2002~2007北京師範大學榮譽教授
- 2005年西安交通大學榮譽教授
- 2003年《柳葉刀》年度最佳論文
- 2011年丹·大衛獎（Dan David Prize）[8]
- 2011年獲選美國哲學會會士
- 2013年獲選美國國家科學學院院士